# 阿扎河乡
阿扎河乡，是中华人民共和国云南省红河哈尼族彝族自治州红河县下辖的一个乡镇级行政单位。

## 行政区划
阿扎河乡下辖以下地区：
阿扎河村、俄比东村、切初村、阿者村、西拉东村、普春村、过者村、哈普村、垤施村和洛孟村。